# 普拉德 (阿列日省)
普拉德（法語：Prades，法語發音：[pʁad] ⓘ）是法国阿列日省的一个市镇，属于富瓦区。

## 地理
普拉德（42°47'13"N, 1°52'42"E）面积28.97 平方千米，位于法国奧克西塔尼大區阿列日省，该省份为法国西南部内陆省份，西部和北部与上加龙省接壤，东临奥德省，东南至东比利牛斯省接壤，南与安道尔和西班牙接壤。
与普拉德接壤的市镇（或旧市镇、城区）包括：贝斯蒂亚克、科苏、伊尼欧、洛尔达、蒙塔尤、蒙塞居尔、索尔雅。

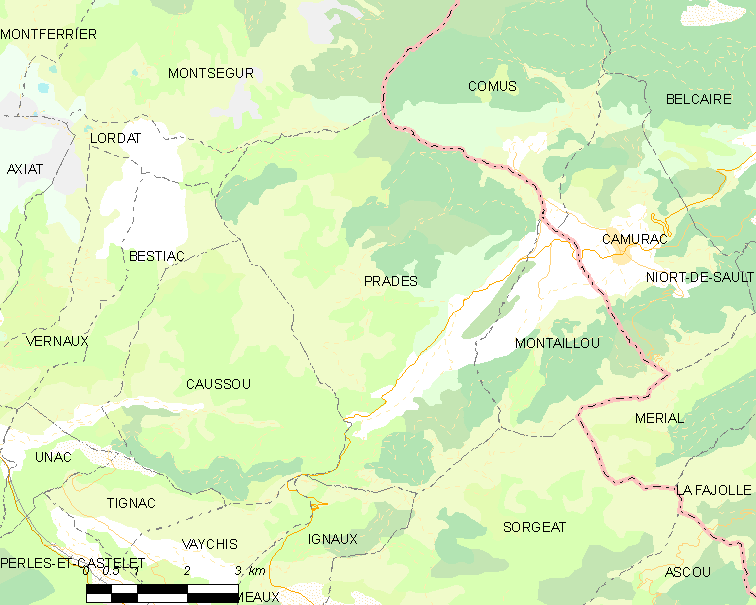
的OSM定位图

普拉德的时区为UTC+01:00、UTC+02:00（夏令时）。

## 行政
普拉德的邮政编码为09110，INSEE市镇编码为09232。

## 政治
普拉德所属的省级选区为上阿列日县。

## 人口

1962-2008年间人口变化图示

普拉德于2022年1月1日时的人口数量为46人。